# Enneapterygius senoui
Enneapterygius senoui is een straalvinnige vissensoort uit de familie van drievinslijmvissen (Tripterygiidae). De wetenschappelijke naam van de soort is voor het eerst geldig gepubliceerd in 2005 door Motomura, Harazaki & Hardy.